# Pływanie na Letnich Igrzyskach Olimpijskich Młodzieży 2010 – 100 metrów stylem klasycznym chłopców
Zawody chłopców na dystansie 100 metrów stylem klasycznym w pływaniu na Letnich Igrzyskach Olimpijskich Młodzieży 2010 odbyły się 16 sierpnia (eliminacje 15 sierpnia) w Singapore Sports School w Singapurze.

## Wyniki - eliminacje

### Wyścig 1
| Rk | Tor | Zawodnik                        | Kraj          | Czas    | Uwagi |
| -- | --- | ------------------------------- | ------------- | ------- | ----- |
| 1  | 5   | Wassim Elloumi                  | Tunezja       | 1:05.49 | Q     |
| 2  | 7   | Emmanuel Antonio Ramirez Aponte | Portoryko     | 1:07.47 |       |
| 3  | 1   | Hrafn Traustason                | Islandia      | 1:07.97 |       |
| 4  | 4   | Simon Beck                      | Liechtenstein | 1:08.42 |       |
| 5  | 3   | Tarco Llobet                    | Boliwia       | 1:13.55 |       |
| 6  | 2   | Tsilavina Ramanantsoa           | Madagaskar    | 1:14.27 |       |
| 7  | 6   | Joachim Ofosuhena-Wise          | Ghana         | 1:29.93 |       |

### Wyścig 2
| Rk | Tor | Zawodnik             | Kraj      | Czas    | Uwagi |
| -- | --- | -------------------- | --------- | ------- | ----- |
| 1  | 4   | Ivan Capan           | Chorwacja | 1:03.21 | Q     |
| 2  | 3   | Kenneth To           | Australia | 1:03.49 |       |
| 3  | 8   | Matti Mattsson       | Finlandia | 1:04.17 | Q     |
| 4  | 2   | Jakub Maly           | Austria   | 1:04.52 | Q     |
| 5  | 5   | Panagiotis Samilidis | Grecja    | 1:04.57 | Q     |
| 6  | 6   | Razvan Tudosie       | Rumunia   | 1:04.82 | Q     |
| 7  | 7   | Imri Ganiel          | Izrael    | 1:04.89 | Q     |
| 8  | 1   | Dmitrii Aleksandrov  | Kirgistan | 1:05.81 |       |

### Wyścig 3
| Rk | Tor | Zawodnik           | Kraj       | Czas    | Uwagi |
| -- | --- | ------------------ | ---------- | ------- | ----- |
| 1  | 4   | Ioannis Karpouzlis | Grecja     | 1:04.71 | Q     |
| 2  | 7   | Lachezar Szumkow   | Bułgaria   | 1:04.74 | Q     |
| 3  | 6   | Wang Ximing        | Chiny      | 1:05.07 | Q     |
| 4  | 2   | Yannick Kaeser     | Szwajcaria | 1:05.19 | Q     |
| 5  | 5   | Christian Von Lehn | Niemcy     | 1:05.41 | Q     |
| 6  | 3   | Vaidotas Blazys    | Litwa      | 1:06.13 |       |
| 7  | 1   | Timo Vaimann       | Estonia    | 1:06.73 |       |
| 8  | 8   | Nts'Eke Setho      | Lesotho    | 1:24.66 |       |

### Wyścig 4
| Rk | Tor | Zawodnik         | Kraj              | Czas    | Uwagi |
| -- | --- | ---------------- | ----------------- | ------- | ----- |
| 1  | 5   | Nicholas Schafer | Australia         | 1:02.09 | Q     |
| 2  | 3   | Flavio Bizzarri  | Włochy            | 1:03.14 | Q     |
| 3  | 4   | Anton Lobanow    | Rosja             | 1:03.29 | Q     |
| 4  | 6   | Thomas Rabeisen  | Francja           | 1:03.29 | Q     |
| 5  | 2   | Nuttapong Ketin  | Tajlandia         | 1:05.71 |       |
| 6  | 1   | Sheng Jun Pang   | Singapur          | 1:06.46 |       |
| 7  | 7   | Vinicius Borges  | Brazylia          | 1:07.78 |       |
| -  | 8   | Ian Nakmai       | Papua-Nowa Gwinea | DNS     |       |

## Wyniki - półfinały

### Półfinał 1
| Rk | Tor | Zawodnik             | Kraj       | Czas    | Uwagi |
| -- | --- | -------------------- | ---------- | ------- | ----- |
| 1  | 4   | Flavio Bizzarri      | Włochy     | 1:02.39 | Q     |
| 2  | 5   | Anton Lobanow        | Rosja      | 1:02.60 | Q     |
| 3  | 6   | Panagiotis Samilidis | Grecja     | 1:03.26 | Q     |
| 4  | 7   | Imri Ganiel          | Izrael     | 1:04.27 | Q     |
| 5  | 3   | Matti Mattsson       | Finlandia  | 1:04.39 |       |
| 6  | 1   | Yannick Kaeser       | Szwajcaria | 1:04.64 |       |
| 7  | 2   | Lachezar Szumkow     | Bułgaria   | 1:04.97 |       |
| 8  | 8   | Wassim Elloumi       | Tunezja    | 1:05.45 |       |

### Półfinał 2
| Rk | Tor | Zawodnik           | Kraj      | Czas    | Uwagi |
| -- | --- | ------------------ | --------- | ------- | ----- |
| 1  | 4   | Nicholas Schafer   | Australia | 1:01.51 | Q     |
| 2  | 5   | Ivan Capan         | Chorwacja | 1:03.14 | Q     |
| 3  | 3   | Thomas Rabeisen    | Francja   | 1:03.61 | Q     |
| 4  | 1   | Wang Ximing        | Chiny     | 1:04.30 | Q     |
| 5  | 7   | Razvan Tudosie     | Rumunia   | 1:04.84 |       |
| 6  | 6   | Jakub Maly         | Austria   | 1:04.85 |       |
| 7  | 2   | Ioannis Karpouzlis | Grecja    | 1:04.90 |       |
| 8  | 8   | Christian Von Lehn | Niemcy    | 1:05.23 |       |

## Wyniki - finał
| Rk | Tor | Zawodnik             | Kraj      | Czas    | Uwagi |
| -- | --- | -------------------- | --------- | ------- | ----- |
|    | 4   | Nicholas Schafer     | Australia | 1:01.38 |       |
|    | 3   | Anton Łobanow        | Rosja     | 1:01.44 |       |
|    | 5   | Flavio Bizzarri      | Włochy    | 1:02.22 |       |
| 4  | 2   | Panagiotis Samilidis | Grecja    | 1:03.08 |       |
| 5  | 6   | Ivan Capan           | Chorwacja | 1:03.24 |       |
| 6  | 7   | Thomas Rabeisen      | Francja   | 1:03.62 |       |
| 7  | 1   | Imri Ganiel          | Izrael    | 1:04.28 |       |
| 8  | 8   | Wang Ximing          | Chiny     | 1:04.55 |       |